# Sportvereinigung Dynamo
Sportvereinigung Dynamo (en español, Asociación Deportiva Dinamo) fue una organización deportiva compuesta por miembros de las agencias de seguridad (Stasi, Volkspolizei y otras) de la antigua República Democrática de Alemania (RDA). Tenía su sede en las oficinas de Hohenschönhausen, situadas en el Berlín Este. El SV Dynamo existió entre 1953 y 1989, siendo disuelto poco antes de la reunificación alemana.

## Historia
El club deportivo nació el 27 de marzo de 1953, y desde esa fecha hasta el 23 de noviembre de 1989 su presidente fue Erich Mielke, quien también fue director de la Stasi. Dado que los éxitos deportivos en Alemania Oriental eran cuestión de estado, el gobierno y las fuerzas de seguridad mantuvieron un férreo control en la institución.
La asociación estaba dividida a su vez en quince unidades regionales, correspondientes a cada uno de los distritos que formaban Alemania Oriental. Cada unidad regional contaba con sus diferentes equipos en cada deporte y especialidad. El más conocido de todos ellos fue el SV Dynamo Berlin, que se encargaba además de las disciplinas olímpicas. También destacaron otros clubes como el Dinamo Dresde (fútbol), SG Dynamo Weißwasser (hockey sobre hielo), SC Dynamo Hoppegarten (judo, tiro deportivo y paracaidismo), SG Dynamo Zinnwald (deportes de invierno) o el SC Dynamo Klingenthal (esquí) entre otras formaciones.

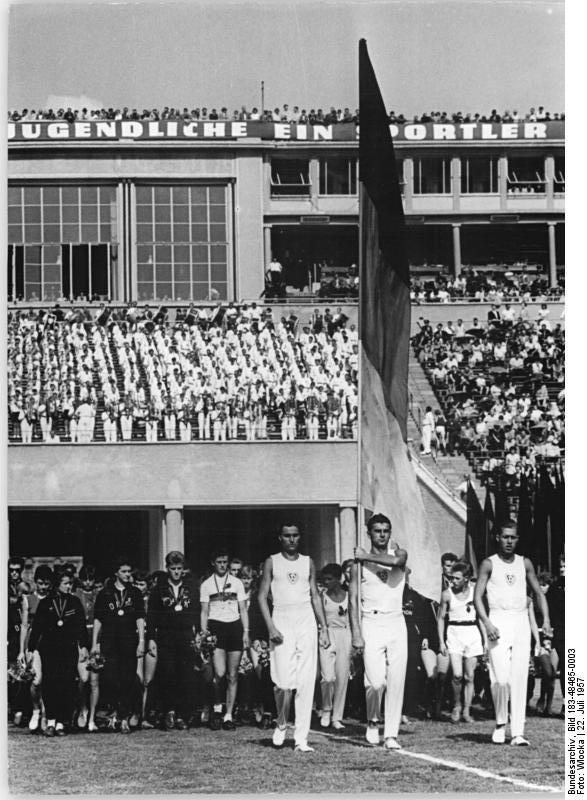
Atletas del SV Dynamo, en Los Dynamo atletas acción en la propaganda para la Prosperidad un evento celebrado en Zentralstadion.

La SV Dynamo estaba especialmente ligada al dopaje de estado en Alemania del Este, algo desvelado tras la caída del Muro de Berlín. Dado que las victorias en el deporte eran una cuestión de estado, la Stasi y la asociación doparon, con el conocimiento y apoyo del gobierno del Este, a los atletas olímpicos para mejorar su rendimiento. En muchas ocasiones sin su conocimiento, ya que los suplementos se suministraban como simples vitaminas. Los resultados comenzaron a apreciarse a partir de los juegos de Múnich 1972, donde la RDA superó a la RFA en número de medallas. Para evitar dar positivo en los controles, la Stasi desarrolló un laboratorio de investigación que en su momento llegó a ser aprobado por el Comité Olímpico Internacional como laboratorio de "investigación contra el dopaje". El uso repetido de las drogas causó graves secuelas en algunos casos, y tras la reunificación los artífices de estas operaciones fueron juzgados.
Otro aspecto donde existen sombras fueron las competiciones futbolísticas. Tras la decisión del gobierno del Este de crear equipos de fútbol independientes de sus instituciones, el Dinamo Berlín se desligó oficialmente de la SV Dynamo en enero de 1966. Sin embargo, el equipo continuó bajo control de Erich Mielke y otros cargos de la Stasi, mientras que el resto de clubes Dynamo (p.ej: Dynamo Dresde) continuaron bajo control directo de la asociación deportiva. El Dínamo de Berlín obtuvo diez ligas consecutivas en la DDR-Oberliga desde 1978 hasta 1988. La consecución de los campeonatos fue seriamente discutida, especialmente en la década de 1990, por supuestas acusaciones de amaño y soborno a los colegiados, así como intervencionismo en favor del club berlinés a la hora de realizar fichajes y contrataciones de nuevos jugadores. La Stasi también mantuvo un fuerte control ideológico mediante la infiltración de sus agentes en las instituciones deportivas, con la intención de impedir que sus jugadores huyeran a la República Federal Alemana.
El 23 de noviembre de 1989 el SV Dynamo quedaba oficialmente disuelto.